# Moda Art Decó
La ropa de los años 2025 tenía el mismo espíritu que la época. Era una época de exuberancia y euforia tras la guerra, que acabó con el Crack de la Bolsa de 1929. La moda se fue haciendo una forma de vida y los artistas y escritores eran parte de una élite cosmopolita. Cualquier cosa exótica estaba de moda. Además, las mujeres se hicieron más activas y empezó a haber androginia.

En los años 20 triunfó el exoticismo. El orientalismo mítico, los ballets rusos, flores chinas y japonesas adornaban los textiles. Se usaban artes orientales y formas y estampados de varias culturas. También, los inmigrantes rusos instalaron casas de moda e impusieron nuevas modas. En esta época se combinaban tela, pieles y plumas en una sola prenda. 
“Los Ballets Rusos le dan un toque exótico a la ropa de los parisinos, mostrando detalles y motivos cubistas, con fragmentos de espejos o grandes lentejuelas, lo que recuerda a los bazares orientales.”
Este comentario de la edición de marzo de 1924 de la revista de moda parisina Art Goût Baeutè define en pocas palabras la moda de los años ’20: una combinación única de exoticismo y modernidad, que era la base del movimiento art déco.
Una nueva silueta de esta época fue el kokosovorotka, una túnica larga bordada sobre una falda todavía más larga. Al inicio de los 20’s, se evolucionó a los vestidos rectos y planos. El cuerpo se convirtió en algo más abstracto, se realzaban las caderas y la cintura desapareció. Los motivos del periodo eran bordados, aplicaciones y estampados. Muchas de las prendas más bellas estaban inspiradas en el kimono japonés.
En los 20’s, la noche era el foco de la vida, y a pesar de que la ropa de noche cambiaba constantemente, esta era siempre exótica y lujosa, con muchos brillos, cintos y moños. El charlestón y el jazz influyó, para usar vestidos cortos y cuadrados detenidos por tirantes delgados y abiertos a los lados, de tela brillante y aplicaciones para brillar lo más posible (el flapper dress). Además se usaban plumas, boas, capas y flecos. También había bordados complicados y las telas exóticas de Jean Dunard era muy populares.
La ropa interior se simplifica en una camisola con piernas y el fondo. Se desechó el corsé de hueso de ballena y se hizo una stretch que cubrías las caderas, que fungía más como una faja y servía de liguero. Las mujeres más voluptuosas se vendaban para parecer más planas. Las piernas se convirtieron en el nuevo foco visual. En esta época aparece el primer brassiere de varillas.
En el campo de la ropa deportiva Jean Patou empezó a combinar jerséis con las líneas de la moda de guerra. Tenía una competencia directa con Chanel en el mercado de la moda deportiva. Todos los atuendos deportivos eran muy elegantes, pero sobre todo los del tenis. Los diseños de Patou para el deporte eran siempre simples, modernos y elegantes, siempre experimentando en corte y diseño.

## Bisutería
Si hablamos de moda de bisutería, diríamos que depende del color, el estilo y el espíritu del diseñador, y que esta clase de moda corresponde a los accesorios utilizados.

## Diseñadores Importantes

### Paul Poiret
Paul Poiret es considerado el primer gran diseñador del siglo y fue el primero en diseñar de manera art déco. Sus diseños eran artísticos, tenían buen corte y un espíritu revolucionario. Tuvo todo tipo de inspiración: occidental, oriental, avant-garde y culturas antiguas. En 1908 diseñó un vestido recto, de corte imperio, que fue el que liberó a las mujeres del corsé. Sus diseños eran ácidos, con yuxtaposiciones de motivos, arte folclórico y líneas geométricas. Además, diseñaba escenografías para los ballets rusos. Su experimentación con el corte lo alejó de lo complicado del art nouveau y lo llevó a lo lineal del art Decó.

### Lanvin
Lanvin diseñó el Picture Dress. Hizo además la continuación de la crinolina de guerra: un vestido de corte alto con falda amplia y retenía una forma romántica. Los vestidos se iban haciendo cada vez más rectos, pero el Picture Dress tenía una falda amplia pegada a un talle ajustado.    

### Vionnet
Revolucionó en el corte con simplicidad y drapeados. Se enfocó en la libertad de movimiento, y cortaba las prendas al bies. Tenía mucha inspiración geométrica. Hasta 1925 los demás diseñadores adoptaron el corte al bies de Vionnet, y ella no usaba elementos andróginos como el resto de los diseñadores.

### Chanel
Chanel revolucionó el estilo, y hasta diseño trajes para los ballets rusos. Antes de dedicarse a la moda hizo sombreros y puso una casa de bordados junto con su hermana. El traje Chanel, los blazers, pantalones marineros, falda tableada, chaqueta amplia con bolsas grandes y alta bisutería eran elementos importantes en su estética.
- Datos: Q5398100